# Соловей, Елена Яковлевна
Еле́на Я́ковлевна Солове́й (род. 24 февраля 1947, Нойштрелиц,  Германия) — советская, российская и американская актриса театра, кино и дубляжа, педагог. Народная артистка РСФСР (1990).

## Биография
Родилась 24 февраля 1947 года в Нойштрелице в семье Якова Абрамовича Соловея (1917—2003), уроженца Кулешовки (Климовичского уезда), боевого офицера, артиллериста, участника советско-финской и Великой Отечественной войн (кавалера двух орденов Красной Звезды, ордена Красного Знамени и ордена Отечественной войны I степени), и фронтовой медсестры, младшего лейтенанта Зинаиды Ивановны Шматовой (1922—?), родом из Новотулки (Хворостянского района), кавалера ордена Красной Звезды, в советском военном гарнизоне Нойштрелиц. Родители познакомились в 1946 году уже в Германии.
Детские годы провела в Красноярске, с 1959 года жила в Москве. Окончила Всесоюзный государственный институт кинематографии (1970, актёрская мастерская Б. Бабочкина).
С 1971 года — актриса киностудии «Ленфильм», с 1983 года — Академического театра имени Ленсовета. В 1981 году удостоена звания заслуженной артистки РСФСР.
В 1970—1980-е годы снималась в кино («Король-олень», «Драма из старинной жизни», «Вам и не снилось…», «Ищите женщину», «Блондинка за углом», «Единожды солгав», «Жизнь Клима Самгина» и других). Всесоюзную славу и большую зрительскую любовь снискала ролями в фильмах режиссёра Никиты Михалкова: «Раба любви», «Неоконченная пьеса для механического пианино», «Несколько дней из жизни И. И. Обломова».
В 1971 году на съёмках фильма «Драма из старинной жизни» познакомилась с художником-постановщиком Юрием Пугачом. После завершения съёмок Соловей переехала в Ленинград к Пугачу, где вскоре они поженились.
29 августа 1991 года эмигрировала с семьёй в США. Преподаёт актёрское мастерство. Выступала на полупрофессиональной сцене (в труппе Аллы Кигель, в русском музыкальном театре «Блуждающие звёзды», организованном композитором Александром Журбиным на Брайтон-Бич). Работала на русском радио в Нью-Джерси. Вела авторскую передачу «Кулисы». Создала детскую творческую студию «Этюд» для детей из русскоязычных семей. Выступала в театре им. Варпаховского в Канаде. Снималась в эпизодических ролях в кино и телесериалах, в том числе и в телесериале «Клан Сопрано».

## Семья
Муж (с 1971 года по 2019 год) — Юрий Пугач, художник-декоратор.
Дочь — Ирина Пугач (род. 1972), эволюционный генетик.
Сын — Павел Пугач (род. 1976), вирусолог и иммунолог.

## Роли втеатре Ленсовета
- 1983 — «Победительница» А. Арбузова; режиссёр И. Владимиров — Майя Олейникова
- 1984 — «Земля обетованная» С. Моэма; режиссёр И. Владимиров — Нора Марш
- 1984 — «Газовый свет» П. Гамильтона; режиссёр И. Владимиров — миссис Мэннингем
- 1985 — «Песнь о городе» по мотивам «Блокадной книги» Д. Гранина и А. Адамовича; режиссёр И. Владимиров — Она
- 1986 — «Я — женщина» В. Мережко; режиссёр С. Спивак — Маша

## Фильмография
- 1967 — В горах моё сердце (короткометражка) — дочь булочника Козака
- 1969 — Золотые ворота
- 1969 — Король-олень — Клариче
- 1970 — Легенда тюрьмы Павиак — Симон (дублировала Нинель Пянтковская)
- 1970 — И был вечер, и было утро… — Ксения Берсенёва — «Кси»
- 1970 — О любви — Рита, знакомая Петра
- 1970 — Семь невест ефрейтора Збруева — Римма (четвёртая невеста, медсестра)
- 1971 — Драма из старинной жизни — Люба, крепостная актриса
- 1971 — Егор Булычов и другие — Антонина, дочь Достигаева
- 1972 — Нечаянные радости — Вера Николаевна
- 1973 — Сад
- 1973 — Дети Ванюшина — Леночка, племянница Ванюшина
- 1974 — Под каменным небом — переводчица
- 1975 — Дневник директора школы — Татьяна Георгиевна, учительница английского языка
- 1975 — Концерт для двух скрипок — Рита Плетнёва
- 1975 — Раба любви — Ольга Николаевна Вознесенская, актриса немого кино
- 1976 — Шаг навстречу (киноальманах) — Татьяна
- 1977 — Неоконченная пьеса для механического пианино — Софья Егоровна Войницева
- 1977 — Смешные люди! — жена Пьера
- 1977 — Враги — Полина, жена Захара Бардина
- 1979 — Открытая книга — Глафира Сергеевна, супруга Дмитрия Львова, затем жена Крамова
- 1979 — Жена ушла — Вера Клюева, жена «Чаниты»
- 1979 — Несколько дней из жизни И. И. Обломова — Ольга Ильинская
- 1979 — Клуб самоубийц, или Приключения титулованной особы — леди Венделер
- 1980 — Вам и не снилось… — Татьяна Николаевна Кольцова, бывшая театральная актриса, ныне учительница литературы
- 1980 — Свет в окне — Наташа
- 1980 — Факт — сестра Текле
- 1980 — Гость (короткометражка) — Оля
- 1980 — И вечный бой... Из жизни Александра Блока — Зинаида Гиппиус
- 1981 — Бешеные деньги — Надежда Антоновна Чебоксарова
- 1981 — Всем — спасибо! — Женя, бывшая жена Дмитрия
- 1981 — Деревенская история — Дарья Селиванова, паромщица
- 1981 — Два пуделя — хозяйка пуделя
- 1981 — Что бы ты выбрал? — мама Насти
- 1982 — Ищите женщину — Клара Роше
- 1982 — Извините, пожалуйста — Роза
- 1982 — Лишний билет — Ирина
- 1982 — Не было печали — Алла Николаевна
- 1983 — Карантин — Фёкла
- 1983 — Обрыв — Полина Карповна Крицкая
- 1984 — Блондинка за углом — Регина, пианистка из консерватории, подруга семьи Порываевых, несостоявшаяся невеста Николая
- 1984 — Пока не выпал снег… — Нина, бывшая одноклассница Ларисы
- 1984 — Без семьи — миссис Миллиган
- 1984 — Колье Шарлотты — Мария Григорьевна Зенова
- 1985 — Голубые города — камео + песня «Гаснут на песке волны без следа» (музыка А. Петрова, слова К. Рыжова)
- 1985 — Софья Ковалевская — Анна Корвин-Круковская (Жаклар)
- 1985 — Накануне — Стахова
- 1986 — Одинокая женщина желает познакомиться — Герра Никитична, соседка Клавы
- 1987 — Друг — дама с собачкой Джери
- 1987 — Единожды солгав — Ирина, супруга Александра
- 1987 — Серебряные струны — Софья Михайловна Андреева, мать Василия
- 1987 — Доченька — Ипатова
- 1987 — Время летать — Валентина Григорьевна, певица
- 1988 — Артистка из Грибова — Инна
- 1988 — Жизнь Клима Самгина — Вера Петровна Самгина, мать Клима
- 1988 — Сороковой день — Наташа
- 1989 — Дни человека — женщина на кладбище
- 1990 — Рогоносец — жена любовника
- 1991 — Анна Карамазофф — Елена, звезда немого кино
- 2001 — ПМЖ — Надежда
- 2002 — Клан Сопрано (США) — Бранка Лабински, сиделка Коррадо Сопрано
- 2007 — Хозяева ночи (США) — Калина Бужаева
- 2012 — Катя и алые паруса (США)
- 2013 — Роковая страсть — Рози Херц
- 2016 — Затерянный город Z — мадам Кумель

### Телеспектакли
- 1969 — Цветы запоздалые (фильм-спектакль, реж. А. Наль) — Маруся Приклонская
- 1980 — Русский вопрос
- 1982 — Монт-Ориоль — Христиана де Равенель
- 1987 — О, Мельпомена! — героиня
- 1991 — Хранители — Галадриэль, эльфийская владычица

### Дублирование фильмов
- 1976 — Посвящается Стелле (итал. Dedicato a una stella) В советском прокате фильм вышел в начале 1980-х — Стелла (роль Памелы Виллорези)

## Фестивали и премии
- 1976 — КФ молодых кинематографистов к/с Мосфильм — диплом за лучшее исполнение женской роли в фильме «Раба любви».
- 1980 — МКФ в Оксфорде — Приз «Серебряный щит Оксфорда» за лучшее исполнение главной женской роли в фильме «Несколько дней из жизни И. И. Обломова».
- 1981 — МКФ в Каннах — Приз в номинации «Лучшая женская роль второго плана» в фильме «Факт».
- Заслуженная артистка РСФСР (14.12.1981).
- Народная артистка РСФСР (15.05.1990).